# Akkar al-Atika
Akkar al-Atika (arab.: عكار العتيقا , czyli Stary Akkar) – wieś w  północnym Libanie, w dystrykcie Akkar, niedaleko źródeł rzeki Nahr al-Kabir. Na wzgórzu w pobliżu miejscowości znajdują się pozostałości fortecy krzyżowców.

## Gibelacar
Zamek Gibelacar (arab.: Dżabal Akkar, czyli Góra Akkar) został zbudowany pod koniec X wieku przez Muhriza ibn Akkara. W 1019 roku warownia dostała się pod panowanie fatymidzkiego kalifa al-Hakima. Po zdobyciu Trypolisu w 1109 roku Bertrand z Tuluzy zawarł traktat z seldżuckim atabegiem Damaszku, Tughtakinem, na mocy którego otrzymał Akkar w zamian za zakończenie działań wojennych. Zamek wszedł w skład Hrabstwa Trypolisu. Zabezpieczał drogę z Trypolisu do Himsu oraz zapobiegał wtargnięciu muzułmanów na równinę Arki i przecięciu komunikacji między Tartusem a stolicą hrabstwa. Pomiędzy 1163 a 1169 rokiem Gibelacar był we władaniu wojsk Nur ad-Dina. W 1170 roku został odzyskany przez krzyżowców, a król jerozolimski Amalryk I nadał zamek zakonowi joannitów. W 1202 roku zamek był pod panowaniem Boemunda IV i należał do seniorii Nefi. W kwietniu 1271 roku sułtan Bajbars po zdobyciu Krak des Chevaliers rozpoczął oblężenie Gibelacaru. Twierdza padła 11 maja. W okresie osmańskim, należała do feudalnej rodziny Banu Sajfa, a następnie około roku 1620 została częściowo zniszczona przez emira Fachr ad-Dina II.
Mimo że zamek jest w ruinie, można rozpoznać dwa dziedzińce oddzielone rowem i otoczone przez pięć prostokątnych wież. Zachowały się też podziemne cysterny. Główna wieża na południowym krańcu, która nadal jest w dość dobrym stanie, posiada rzeźbiony fryz lwów, dodany podczas prac restauracyjnych prowadzonych przez sułtana Bajbarsa. Stąd jest też wspaniały widok na okolicę.